# 살루스티아노

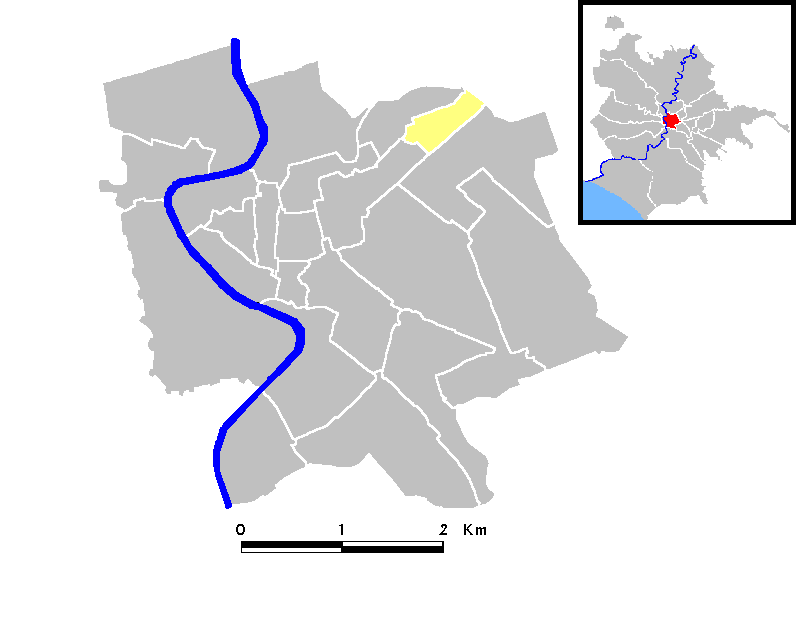
살루스티아노의 위치

살루스티아노(이탈리아어: Sallustiano)는 이탈리아 로마의 리오네다. R. XVII라고 표기되며, 로마 1구에 속한다.